# Bucovina de Sud
 Imperiul Habsburgic 1774–1867

 Austro-Ungaria 1867–1918

Bucovina de Sud

Bucovina de Sud - Județul Suceava

Bucovina de Sud (în ucraineană Південна Буковина, în germană Süd/Südliche Bukowina sau Süd Buchenland) este denumirea părții de sud a provinciei istorice a Bucovinei (în germană Bukowina/Buchenland, în poloneză Bukowina), care se află în prezent în România, fiind reprezentată de majoritatea teritoriului județului Suceava, respectiv la răscruce între Europa de Est și Europa Centrală. Cealaltă parte a Bucovinei, Bucovina de Nord, se află în prezent pe teritoriul regiunii Cernăuți din statul Ucraina, divizarea regiunii fiind un efect al ocupației sovietice (URSS) parțiale a acesteia de către Uniunea Republicilor Sovietice Socialiste (URSS) la data de 28 iunie 1940, în timpul celui de-Al Doilea Război Mondial, după semnarea Pactului Ribbentrop-Molotov între sovietici și Germania Nazistă, pact de neagresiune și influență teritorială în Estul Europei.